# Tecumseh (Ontario)
Tecumseh /tɪˈkʌmsi/ es una ciudad del condado de Essex, en el suroeste de Ontario, Canadá. Se encuentra a orillas del llago St. Clair, al este de Windsor, y tenía una población de 23 229 habitantes en el censo de 2016. Forma parte del área metropolitana censada de Windsor, y es parte de la región del condado de Windsor-Essex junto con Amherstburg, Kingsville, Lakeshore, LaSalle y Leamington. Tecumseh fue originalmente un asentamiento franco-ontariano.
El procesado de alimentos es una industria importante en Tecumseh, ya que Bonduelle posee una planta de procesado de alimentos cerca de la ciudad. La planta fue construida por Green Giant en 1931. Green Giant vendió la planta a finales de los años 90 a Family Tradition Foods, que a su vez la vendió a Carrière Foods en 2006. Carrière Foods fue adquirida en 2007 por Bonduelle.

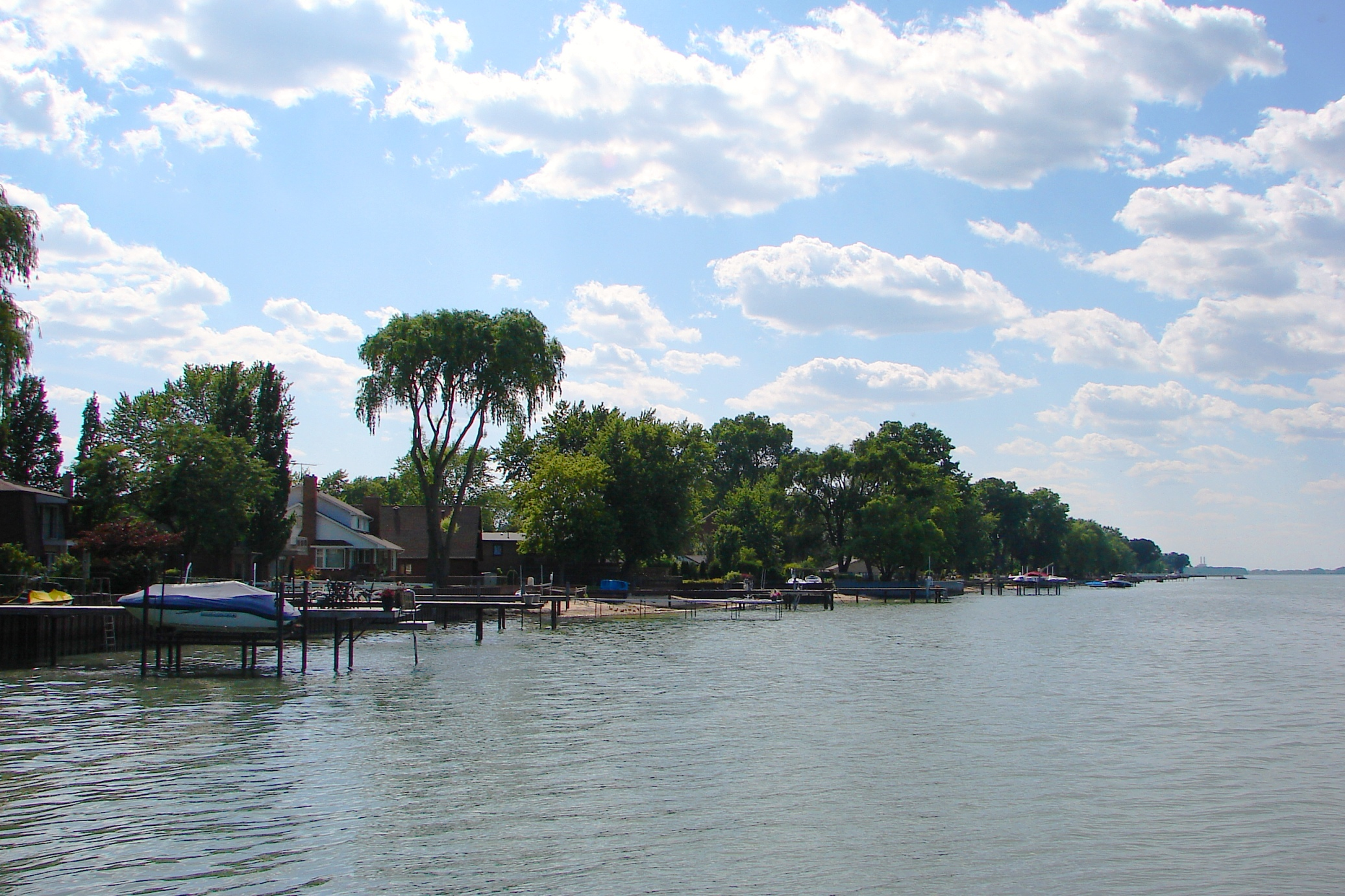
Playa de St Clair

El Festival del maíz de Tecumseh ha sido reconocido como uno de los 50 mejores festivales de Ontario por Festivals and Events Ontario.
Tecumseh está rodeada por el lago Erie, el lago St. Clair y el río Detroit. Detroit es fácilmente accesible para los residentes de Tecumseh por el puente Ambassador o el túnel Detroit-Windsor, ambos ubicados dentro del municipio vecino de Windsor .
La ciudad lleva el nombre de Tecumseh, un jefe y guerrero shawnee del siglo XVIII que promovió la resistencia a la expansión de los Estados Unidos en las tierras de los nativos americanos.

## Gobernancia

### Ayuntamiento de la ciudad
La Elección Municipal de 2018 en el Pueblo de Tecumseh, que se llevó a cabo el 22 de octubre, tuvo una participación electoral del 37,43%. Los resultados oficiales de las elecciones municipales fueron firmados por Laura Moy, Directora de Servicios Corporativos/Secretaria del Pueblo de Tecumseh.

## Demografía
En el Censo de población de 2021 realizado por Statistics Canada, Tecumseh tenía una población de 23,300 habitantes que vivían en 8,946 de sus 9,111viviendas privadas totales, un cambio de 0,3 % de su población de 2016 de 23,229. Con una superficie de terreno de 94,59 km² (36,5 mi²) , tenía una densidad de población de 246,3/km   en 2021.
El ingreso familiar promedio en 2005 para Tecumseh fue de $ 90,206, que está por encima del promedio provincial de Ontario de $ 60,455. La mayor parte de la población es de ascendencia franco-ontaria.
Población Distribuida por Edad (%):
- 0 a 14 años 15,2%
- 15 a 64 años 65,6%
- 65 años y más 19,2%
- 85 años y más 2,2%

La edad promedio en Tecumseh es de 43,4 años.

### Tránsito
Tecumseh Transit es el servicio de autobús municipal, operado por First Student Canada, que comenzó el 21 de diciembre de 2009. Se ha realizado una conexión con los servicios de Transit Windsor en Tecumseh Mall. El servicio de Tecumseh Transit cubre 30 kilómetros y 43 paradas, y opera con dos autobuses.

### Deportes
El equipo local de béisbol, el St. Clair Green Giants, juega en Lacasse Park y participa en la Great Lakes Summer Collegiate League.

## Residentes notables
- Joseph Groulx, narrador de habla francesa
- Zack Kassian, jugador de hockey profesional
- Pawel Kruba, jugador de la CFL
- Chris Lori, trineo olímpico
- Kerby Rychel, jugador de hockey profesional
- Dave Steen, decatleta ganador de la medalla olímpica de bronce
- Eric Wellwood, jugador de hockey profesional
- Kyle Wellwood, jugador de hockey profesional
- Los exjugadores de la NHL Mark Renaud, Tim Kerr, Bob Boughner, Warren Rychel, Adam Graves, Ernie Godden y Bob Probert

### Inundación
Dos grandes inundaciones ocurrieron en 2016 y 2017, lo que resultó en 190 milímetros y 140–200 mm de lluvia, respectivamente. Durante la inundación de 2016, más de 1500 viviendas en Tecumseh reportaron daños por inundación. La inundación de 2017, según Environment Canada, fue la tormenta más costosa en Canadá durante 2017, con pagos de seguros por un total de $ 154 millones. Los estados de emergencia fueron llamados por el alcalde de Tecumseh, así como por el alcalde de Windsor, debido a la abrumadora cantidad de lluvia que se acumuló en el área durante un período de tiempo tan corto.

### Parques
Tecumseh tiene más de 40 parques en todo el municipio, incluidos Lacasse Park, Green Acres Park y Lakewood Park, que incluye un campo de golf de disco que se inauguró en 2016. El Pueblo mantiene 200 acres de zonas verdes dentro del municipio. La ciudad también alberga el campo de golf de 18 hoyos exclusivo para miembros propiedad de Beach Grove Golf and Country Club.